# ГФФ елитна лига
Гаяна футбол федерейшън (ГФФ) Елит лига (на английски: Guyana Football Federation (GFF) Elite League) – клубен турнир по футбол който води началото си от 2015 година, в който се излъчва шампиона на Кооперативна република Гаяна. Шампиони на лигата на Гаяна се излъчват от сезон 1990 година.

## История и формат
Наричана още Лига Стаг Елит по името на основния спонсор – местна пивоварна. Наследява Националната футболна лига, която функционира от 1990 до 2014 г.
Битката за първата титла в новия формат (2015/16) се води от 8 от 11-те лицензирани отбора в страната, а шампион става „Слингърс“.
Тенденцията е през следващия сезон първенството да се разшири до 0 участника, но 4 от тях се отказват преди старта. Така само 6 отбора спорят за титлата, спечелена от „ГДФ ФК“ или „Гаяна Дефенс Форс ФК“. Борбата протича само в редовен сезон, а плейофният етап, наречен Дженезис раунд, не се провежда.
Предвиденото разширяване до 10 отбора в първенството на Гаяна става факт от сезон 2017/18. Той е трети в историята на ГФФ Елит Лига, но официално се приема за 17-и .

## Отбори (сезон 2016/17)
- Бъкстън Юнайтед (Бъкстън)
- Фрута Коньерос (Джорджтаун)
- Гаяна Дефенс Форс (Джорджтаун)
- Мондерлуст (Роуз Хол)
- Топ XX (Линден)
- Виктория Кингс (Виктория)

## Шампиони
- 2015/16: Слингърс
- 2016–17: Гаяна Дефенс Форс

## Шампиони (1990-2016/17)
| Клуб              | Град       | Титли | Сезони                                |
| ----------------- | ---------- | ----- | ------------------------------------- |
| Алфа Юнайтед      | Джорджтаун | 5     | 2009/10, 2010, 2012, 2012/13, 2013/14 |
| Сантос ФК         | Джорджтаун | 3     | 1990, 1991/92, 1998                   |
| Топ XX            | Линден     | 2     | 1992, 1997                            |
| Уестърн Тайгърс   | Джорджтаун | 1     | 1994/95                               |
| Майлрок           | Линден     | 1     | 1995/96                               |
| Омаи Голд Сийкърс | Махдия     | 1     | 1996                                  |
| Конкърърс         | Джорджтаун | 1     | 2000/01                               |
| Слингърс          | Верхенухен | 1     | 2015/16                               |
| Гаяна Дефенс Форс | Джорджтаун | 1     | 2016/17                               |